# Paradiplogynium
Paradiplogynium – rodzaj roztoczy z kohorty żukowców i rodziny Diplogyniidae.
Rodzaj ten został opisany w 1958 roku przez Herberta Womersleya. Gatunkiem typowym wyznaczono Paradiplogynium panesthia.
Żukowce te mają na idiosomie 20 par szczecin podosomalnych i 13-14 par opistosomalnych, a ponadto jedną, nieparzystą szczecinkę. Tarczka piersiowa z 3 parami szczecin, z których druga para umieszczona za krawędzią, a trzecia za lub na krawędzi. Wolna tarczka metasternalna opatrzona jest parą szczecin i porów. Tarczki latigynialne są uwpuklone na przednio-bocznych brzega lub nieregularne, wyposażone w 1-2 pary szczecin. Tarczka mesogynialna wolna od wentralnej. Otwór odbytowy umieszczony na części błoniastej oskórka.
Należą tu gatunki:
- Paradiplogynium caitlinae Seeman, 2012
- Paradiplogynium damieni Seeman, 2012
- Paradiplogynium elizabethae Seeman, 2012
- Paradiplogynium isaaci Seeman, 2012
- Paradiplogynium kaii Seeman, 2012
- Paradiplogynium nahmani Seeman, 2007
- Paradiplogynium panesthia Womersley, 1958